# 苗村吉昭
苗村 吉昭（なむら よしあき、1967年 - ）は、日本の詩人。

## 経歴
1967年滋賀県生まれ。龍谷大学卒。近江詩人会で大野新に親炙し、第一詩集『武器』（編集工房ノア）で第13回福田正夫賞を受賞、第二詩集『バース』（編集工房ノア）で第5回小野十三郎賞を受賞、第三詩集『オーブの河』（編集工房ノア）で第17回富田砕花賞を受賞。評論集『民衆詩派ルネッサンス　実践版』で第22回日本詩人クラブ詩界賞特別賞を受賞。
2004年には、これまでの現代詩活動に対して、母校の龍谷大学校友会より第15回龍谷奨励賞が贈られている。
2025年現在、森哲弥との二人詩「砕氷船」編集発行人、「詩と思想」読者投稿作品選者／編集参与、京都芸術大学藝術学舎講師。

## 著書

### 詩集
- 『武器』（1998年、編集工房ノア／第13回福田正夫賞）
- 『バース』（2002年、編集工房ノア／第5回小野十三郎賞）
- 『オーブの河』（2005年、編集工房ノア／第17回富田砕花賞）
- 『エメラルド・タブレット』（2010年、澪標）
- 『半跏思惟』（2013年、編集工房ノア）
- 『夢中夢』（2015年、編集工房ノア）
- 『神さまのノート』（2022年、土曜美術社出版販売）

### エッセイ集
- 『文学の扉・詩の扉』（2009年、澪標）

### 評論集
- 『民衆詩派ルネッサンス』（2015年、土曜美術社出版販売）
- 『民衆詩派ルネッサンス　実践版』（2021年、土曜美術社出版販売／第22回日本詩人クラブ詩界賞特別賞）

### 共著
- 『小野十三郎を読む』（2008年、思潮社）

### 編著
- 『近江詩人会50年』（2000年、編集工房ノア）
- 『大野新全詩集』（2011年、砂子屋書房）
- 『結核に倒れた小学校教師　中村正子の詩と人生』（2014年、澪標）
- 『大野新 随筆選集　詩の立会人』(2020年、サンライズ出版）